# Lüschgrat
Lüschgrat – góra w szwajcarskich Alpach Lepontyńskich, położona pomiędzy Safien i Thusis w kantonie Gryzonii. Z wysokością 2.178 metrów nad poziomem morza, jest kulminacyjnym punktem pasma na północ od przełęczy Glas.

## Galeria

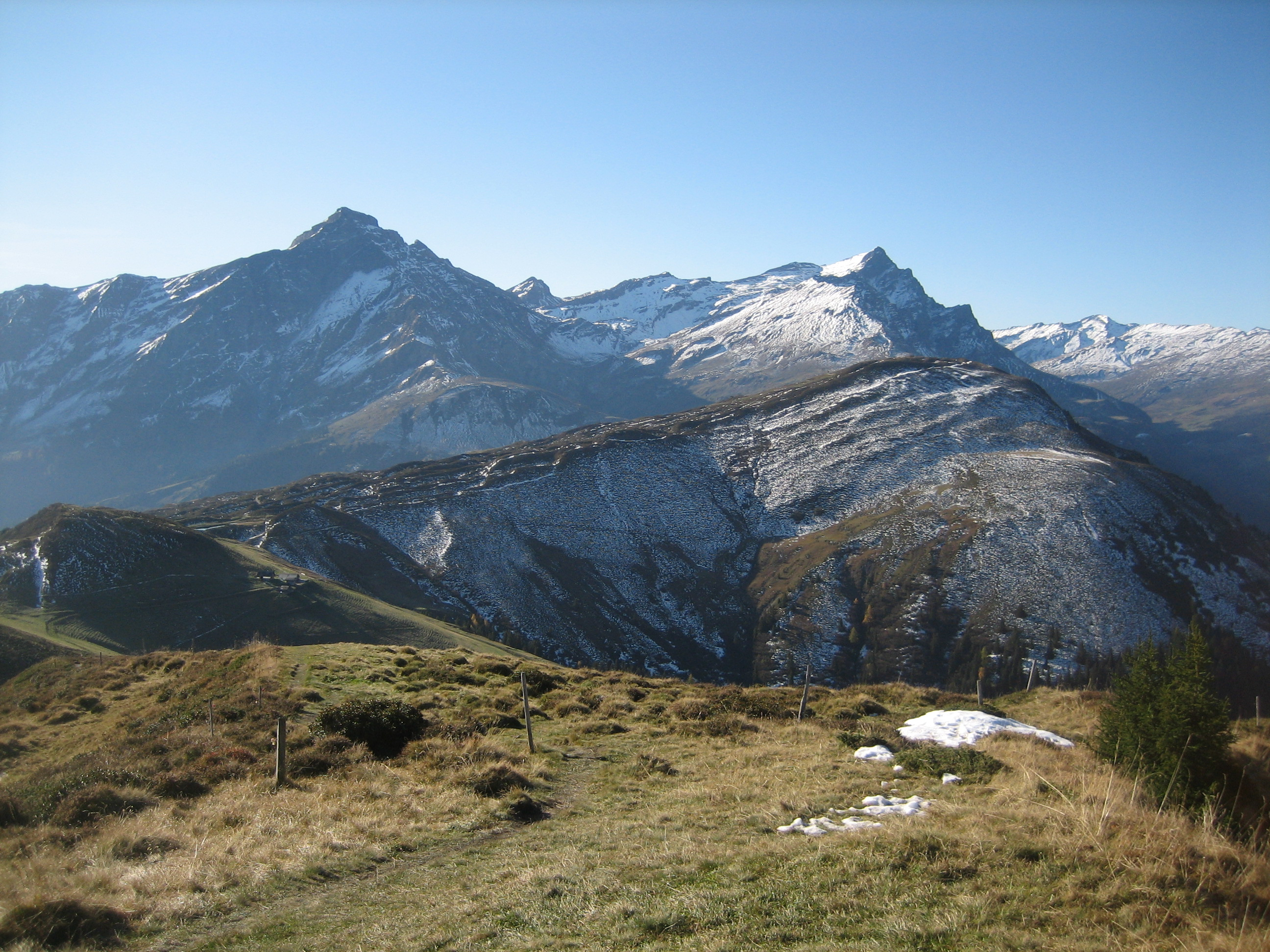
Lüschgrat, Piz Beverin i Bruschghorn widziane z Tgumy
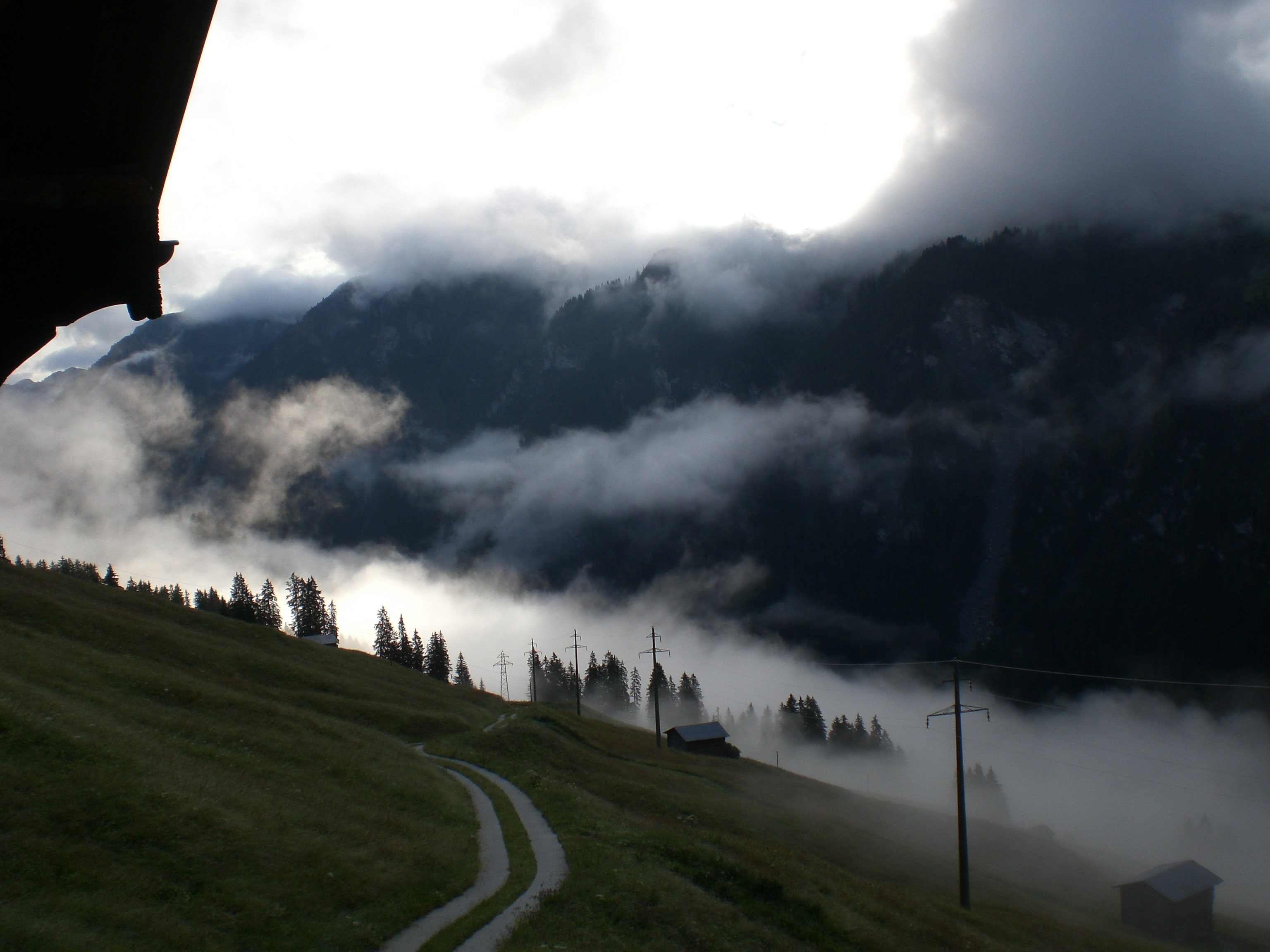
Mgła w dolinie i nad Piz Tguma, Lüschgrat
Lüschgrat widziany z południowego zachodu